# Overath
Overath település Németországban, azon belül Észak-Rajna-Vesztfália tartományban. Lakosainak száma 27 489 fő (2023. december 31.). Overath Kürten és Lohmar községekkel határos.

## Népesség
A település népességének változása:
| Lakosok száma | 20 877 | 26 977 | 27 062 | 27 040 | 27 148 | 27 405 | 27 489 |
|               | 1975   | 2014   | 2017   | 2019   | 2021   | 2022   | 2023   |